# Hockey Club Liceo da Coruña
Hockey Club Liceo da Coruña (também conhecido por Deportivo Liceo por razões de patrocínio) é um clube espanhol de hóquei em patins situado na Corunha, na comunidade autónoma da Galiza.
O clube foi fundado em 1972 e seu estádio é Pabellón Pazo dos Deportes, com capacidade de 5.000 lugares.
O clube é patrocinado pela Coinasa, Spanair e Diputación de A Coruña.

## Palmarés
Títulos Nacionais
- OK Liga: 8
  - 1982/83, 1985/86, 1986/87, 1989/90, 1990/91, 1992/93, 2012/13, 2021/22

- Taça do Rei: 10
  - 1982, 1984, 1988, 1989, 1991, 1995, 1996, 1997, 2004, 2021

- Supertaça de Espanha: 3
  - 2016, 2018, 2021

Títulos Internacionais
- Taça Intercontinental: 5
  - 1987, 1989, 1993, 2004, 2012

- Liga dos Campeões: 6
  - 1987, 1988, 1992, 2003, 2011, 2012

- Taça das Taças: 2
  - 1990, 1996

- Taça WSE: 3 (recorde partilhado)
  - 1982, 1999, 2010

- Taça Continental: 6
  - 1987, 1988, 1990, 1992, 2003, 2012

- Torneio Cidade de Vigo: 13 (recorde)
  - 1983, 1985, 1986, 1987, 1988, 1989, 1990, 1992, 1993, 1994, 2002, 2005, 2006

## Equipa Principal

### Plantel 2012/2013
| 1                           | Malián Crosas  | Guarda-Redes | 23 anos | Espanha   | HC Liceo        |
|                             | Aitor Prada    | Guarda-Redes | 18 anos | Espanha   | Oviedo HC (ESP) |
| 6                           | Eduard Lamas   | Defesa/Médio | 22 anos | Espanha   | HC Liceo        |
|                             | Lucas Ordóñez  | Avançado     | 24 anos | Argentina | Vic (ESP)       |
| 3                           | Josep Lamas    | Avançado     | 31 anos | Espanha   | HC Liceo        |
| 4                           | Matias Pascual | Avançado     | 23 anos | Argentina | HC Liceo        |
| 57                          | Toni Pérez     | Avançado     | 22 anos | Espanha   | HC Liceo        |
| 9                           | Jordi Bargalló | Avançado     | 33 anos | Espanha   | HC Liceo        |
| Treinador: Carlos Gil (ARG) |                |              |         |           |                 |